# Cova de Taforalt

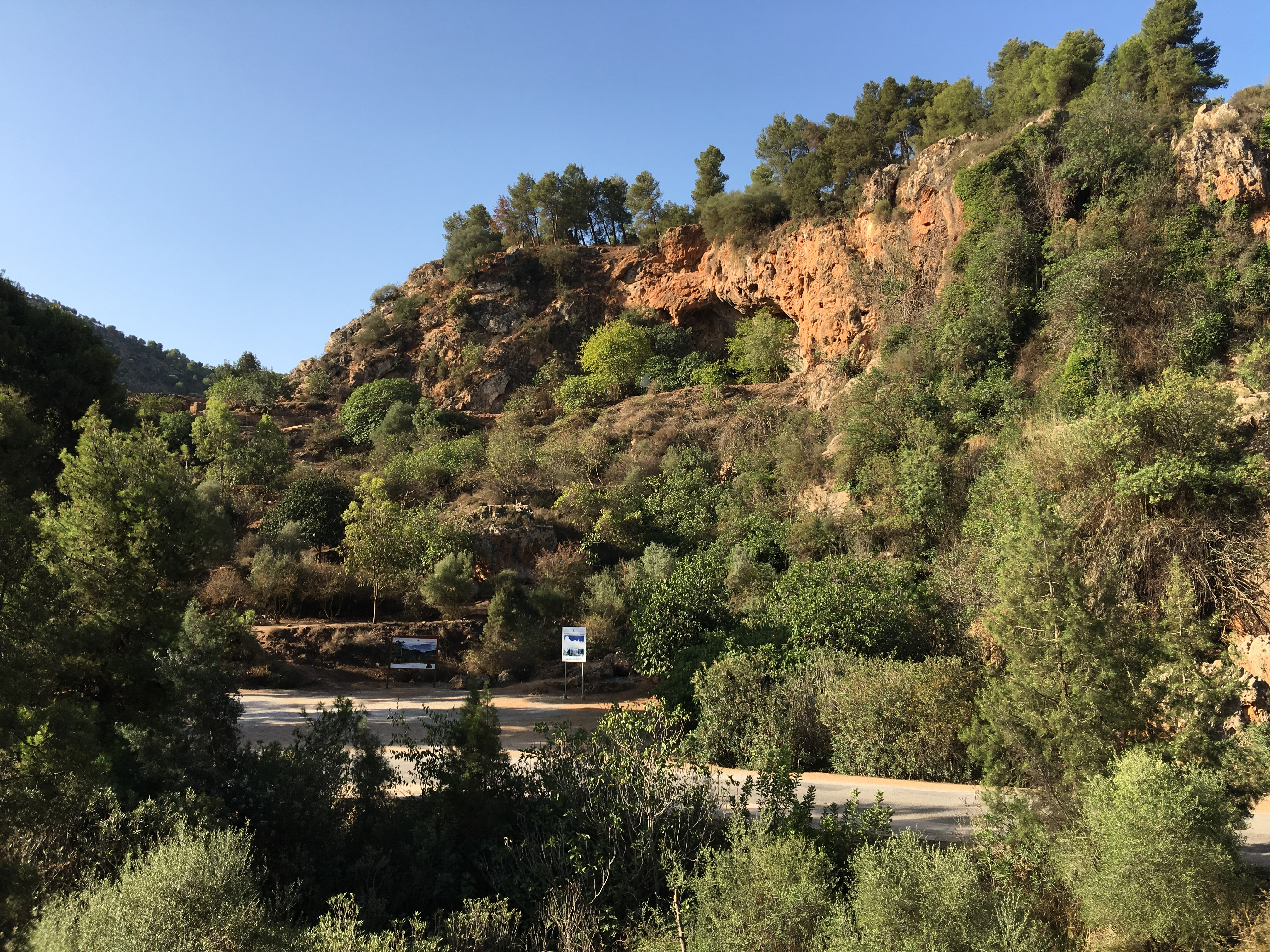
Entrada de la cova vista des de sota

La cova de Taforalt o de Tafoughalt, també coneguda com a cova dels Coloms, és un important jaciment arqueològic del Paleolític situat al nord-est del Marroc, a 55 km al nord-oest d'Oujda, a prop del llogaret de Taforalt (o Tafoughalt), al massís de Beni-Snassen, a 720 m d'altitud i a prop de 40 km de la costa de la Mediterrània.
El jaciment arqueològic fou assenyalat per primera vegada el 1908, però només al 1944-1947 se'n feren excavacions importants, dirigides per Armand Ruhlmann. Hi seguiren les de l'abat Jean Roche (1950–1955, 1969–1977, 1980 en col·laboració amb Jean-Paul Raynal). Fou excavat al 2003 per Abdeljalil Bouzouggar, de l'Institut Nacional de les Ciències d'Arqueologia i del Patrimoni de Rabat) i Nick Barton de la Universitat d'Oxford. Cap de les excavacions no n'han revelat fins ara vestigis del Neolític, només ocupacions paleolítiques, tant pels treballs més antics com per les investigacions més recents.
Des del 1995 n'és candidat a Patrimoni de la Humanitat.

## Paleolític mitjà
Segons les recerques de l'abat Jean Roche, la cultura ateriana fou precedida per la mosteriana, però n'hi ha poques dades disponibles sobre les dates (prop de 30000 ae) i sobre la situació al dipòsit.
Les excavacions darreres s'han centrat en la precisió del quadre estratigràfic, cronològic i paleoambiental. Tenint en compte la complexitat de l'estratigrafia, la cova va ser subdividida en sectors i se'n proposà una interpretació del conjunt. El Paleolític mitjà és identificat sobretot en els sectors 1 i 2. La característica més important d'aquest període correspon a diversos nivells aterians, i se n'han datat els de la base d'almenys 82.500 anys. El cim de la seqüència és encara difícil d'interpretar malgrat haver-se'n obtingut diverses dates, doncs els objectes trobats en nivells segurs presenten característiques tant del Paleolític mitjà com del Paleolític superior.
Segons els autors de les recerques recents a la cova dels Coloms de Taforalt, aquesta va revelar el nivell aterià més antic del Marroc, que conté objectes de decoració (Nassarius gibbosulus) ocres considerats dels més antics del món, que van ser datats per quatre mètodes diferents i indicaren una edat de 82.500 anys.

## Paleolític superior
Segons l'abat Jean Roche, el Paleolític superior representat a la cova per la cultura iberomauritana data del 21900 ae, la qual cosa fa del jaciment el més antic testimoniatge del Paleolític superior juntament amb el jaciment de Tamar Hat d'Algèria, que perdurà fins a prop del 10800 ae.[6]
La cova dels Coloms va ser també emprada com a necròpoli durant un període del Paleolític superior. Les recerques de l'abat Jean Roche desvelaren més de 180 esquelets[7] que foren estudiats detalladament per Denise Ferembach.[8] En el nivell de la necròpoli també s'exhumà un esquelet amb un crani que presentava vestigis de trepanació, considerada la més antiga del món. Les radiografies van mostrar la presència d'un procés de cicatrització, cosa que indica que l'individu va sobreviure a l'operació.[9]
Les fases recents del Paleolític superior de la cova són clares i difereixen poc del que va ser descrit per l'abat Jean Roche, però les fases antigues són molt difícils d'interpretar i corresponen a un dels períodes més antics de la cultura iberomauritana del nord d'Àfrica.[10]
La identificació del carbó vegetal (antracologia) mostra la presència de cedre en la base de la cultura iberomauritana i en el cim de la seqüència de la cova.[11]
Continuen sense resposta diverses qüestions sobre el mosterià, la seua relació amb la cultura ateriana i la fi d'aquesta darrera. Només les investigacions que prossegueixen a la cova poden subministrar-ne nous elements.